# Carlinita
La carlinita és un mineral de la classe dels sulfurs. Rep el seu nom del lloc on va ser descoberta, la mina d'or de Carlin, a Nevada (Estats Units).

## Característiques
La carlinita és un sulfur de fórmula química Tl₂S. Cristal·litza en el sistema trigonal. Es troba en forma de grans petits, de fins a 0,5 mil·límetres, la majoria anèdrics. Alguns d'aquests grans mostren formes romboèdriques i tabulars mal definides. La seva duresa a l'escala de Mohs es troba entre 1,5 i 2, sent un mineral molt tou.
Segons la classificació de Nickel-Strunz, la carlinita pertany a «02.BD: Sulfurs metàl·lics, M:S > 1:1 (principalment 2:1), amb Hg, Tl» juntament amb els següents minerals: imiterita, gortdrumita, balcanita, danielsita, donharrisita, bukovita, murunskita, talcusita, rohaïta, calcotal·lita, sabatierita, crookesita i brodtkorbita.

## Formació i jaciments
Va ser descoberta l'any 1975 a la mina d'or de Carlin, a Elko (Nevada, Estats Units). Només se n'ha trobat en aquesta localitat i en el jaciment de Deep Post, a la mina Goldstrike, molt a prop de la seva localitat tipus. Sol trobar-se associada a altres minerals com: or, arsènic, antimoni, mercuri i quars.